# Кузьминки (район Москвы)
Кузьми́нки — район и соответствующее ему одноимённое внутригородское муниципальное образование в Москве. Район образован в 1995 году (ранее муниципальный округ Кузьминки), муниципальное образование создано в 2003 году (в тех же границах). Район расположен в Юго-Восточном административном округе. В него входит часть Кузьминского лесопарка.
На территории района есть две станции метро: «Кузьминки» (по центру) и «Волжская» (на границе с районами Текстильщики и Люблино) и проходит одна из основных магистралей города — Волгоградский проспект. Хорошо развита инфраструктура, включая большую лесопарковую зону Кузьминки с историческими достопримечательностями, Московский губернский театр ранее областной театр Островского, киноконцертный зал «Высота», огромный фонтанный комплекс «Музыка славы».
Район характеризуется достаточно высокой плотностью населения 17163.19 чел./км² (26-е место по этому показателю по Москве). Это больше, чем средняя плотность населения в Москве — 9,682 тыс. чел./км² (на 1 января 2010), Нью-Йорке — 7,1664 тыс. чел./км², Берлине — 3,8576 тыс./км², Лондоне — 4,807 тыс./км², Токио — 5,847 тыс./км², но меньше, чем в Париже — около 20 тыс./км². Это значение в районе, видимо, будет только расти (в том числе за счёт строительства высотных зданий взамен пятиэтажных).
В районе, на 2011 год, 30 дошкольных образовательных учреждений (наполняемость детских садов 109,9 %), 18 общеобразовательных учреждений (наполняемость 77,7 %), 2 школы-интерната и Московский кадетский корпус им. М. А. Шолохова, 2 учреждения среднего профессионального образования (сферы услуг и педагогический, наполняемость 115 %). 10 учреждений здравоохранения (в том числе 2 взрослые и 3 детские поликлиники, наркологический № 6 и психоневрологический № 20 диспансеры). На территории района работают 24 спортивных сооружения (в том числе 16 спортивных площадок во дворах и 2 ФОК с бассейном).

## Название
В писцовой книге XVII века упоминается «пустошь, что была Кузьминская мельница» на р. Голедянке (р. Голеде, современное название р. Чурилиха и Пономарка) стоявшая здесь до конца XVI — начала XVII веков, во владениях подмосковного Николо-Угрешского монастыря и разрушенная в Смутное время. По преданию, она была построена мельником Кузьмой и называлась по его имени. Со временем мельница была восстановлена и в документе 1680-х гг. фигурирует как мельница Кузьминка. После передачи мельницы Г. Д. Строганову за имением закрепилось название «Мельница», по почти единственному находившемуся на его территории сооружению, другим его названием стало собственное наименование мельницы — Кузьминка (Кузьминская), со временем трансформировавшееся в форму — Кузьминки.
После строительства церкви Влахернской иконы Божьей Матери (между 1716 и 1720 гг.) в документах стали писать: «село Влахернское, Мельница тож».
По другой версии название связано с именами христианских святых Косьмы (Кузьмы) и Дамиана и народного праздника в их честь — Кузьминки. Возможно, в этой местности находился Храм Косьмы и Дамиана, что пока не подтверждено соответствующими археологическими исследованиями. Есть точка зрения, что название населённого пункта, образованное от имени Кузьма должно быть Кузьмино, а не Кузьминки. При этом в топонимике есть пример обратного — название бывшего села в Липецкой области Кузьминки произошло от названия Кузьми́на Гать (по названию древней гати через р. Красивая меча).

## История
Известны поселения, которые располагались здесь с XIII века. В конце XVI — начале XVII веков упоминается водяная Кузьминская мельница (мельница Кузьминка). В начале XVIII века создано имение (усадьба) Кузьминки.

### Ранняя история
Наиболее раннее, условно названное 4-м Кузьминским, селище было обнаружено на территории бывшей деревни Аннино (сейчас формально расположено в районе «Выхино-Жулебино», на границе с районом Кузьминки у Верхнего Кузьминского пруда). Там были найдены остатки жилой постройки с печью каменно-глинобитной конструкции, обломки стеклянного браслета, фрагменты керамической посуды XIII века (1045—1218 годов).
3-е Кузьминское селище, идентифицируемое с селением Вешки, возникшего во второй половине XV века. Его следы находятся на возвышенности вблизи дамбы через реку Голедянку (Чурилиху, Пономарку) у Юрьевской мельницы.
В 1-м Кузьминском селище, расположенном по соседству с основными сооружениями усадьбы Кузьминки, была найдена керамика XV—XVI веков. Вероятно здесь находилась деревня Собакино (Овсеево) и была уничтожена в начале XVII века, превратившись в незаселённую пустошь.
В XV—XVI веках, на Шибаевском пруду находилось 2-е Кузьминское селище, на месте которого была деревня Андреево.
В 1380 году по Брашевой дороге, проходящей по территории современного парка Кузьминки, двигались русские рати на Куликово поле. Об этом говорится в «Сказании о Мамаевой побоище», написанном по устным рассказам в конце XV столетия: «Князь великий… поиде к Коломне; брата же своего князя Володимера Андреевича отпусти на Брашеву дорогою…». Эта дорога шла из Москвы до Боровского перевоза (брода-моста, южнее моста Рязанского шоссе через Москва-реку, у деревни Чулково). Участок длиной около 300 метров был найден археологами Института археологии РАН в 2000 году, в районе Юрьевской плотины Шибаевского пруда. Одним из последних Брашевскую дорогу упоминал российский историограф Герард Фридрих Миллер в XVIII веке. Возвращаясь из поездки в Коломну в 1778 году он переправился через Москву-реку у Боровского перевоза и заехал в село Мячково, чтобы усмотреть каменоломни. Когда он изъявил желание отправиться в Москву прямой дорогой, то извозчики сказали ему, что «хотя и есть прямая дорога — но она тесна и коляскою проехать… не можно».
- 1623—1624 гг. — Впервые эта местность упоминается в «книге Московского уезду письма и меры Семёна Васильевича Колтовского и подьячего Онисима Ильина» как пустошь, на которой находилась уничтоженная в «Смутное время» Кузьминская мельница, принадлежавшая подмосковному Николо-Угрешскому монастырю. Возможно также, что в XVII веке часть этих земель принадлежала и Московскому Симонову монастырю — здесь располагались его лесные и рыбные угодья и Угрешского монастыря, Капотни стана.
- Во второй половине XVII века, на «чертеже спорной земли по левом берегу речки Грайвороновке», на левом берегу речки Голеть (Голедянка, Чурилиха, Пономарка), за Юрьевской плотиной (Шибаевского пруда) указана деревня Юркино, стольника Григория Годунова (деревня Юрьево, в дальнейшем возможно село Люблино — 7-е Кузьминское селище XV—XVI веков).

### Усадьба Кузьминки
В 1702 году Г. Д. Строганов стал владеть мельницей, вместе с прудом (ныне Нижним Кузьминским, ранее Мельничным), лесом и сенными покосами, за ежегодную плату 50 рублей оброчных денег. В том же году на аналогичных условиях за 24 рубля в год ему, его жене Марии Яковлевне, урождённой Новосильцевой (1678—1734) и сыновьям: Александру, Николаю (1700—1758) и Сергею (1707—1756) были переданы соседние пустоши: Борисково (Дубки), Волынкино, Куровая и Остеево белище, отрезанные от угодий деревни Грайвороново (возможно имеется в виду д. Граворново), принадлежавшей московскому Симонову монастырю.
- Между 1716—1720 гг. — сооружена деревянная церковь, освящённая в честь Влахернской иконы Божьей матери.
- 1740—1754 гг. — по разделу с братьями А. Г. Строганов стал единственным хозяином имения. При нём, путём постановки плотин на речке Чурилихе был создан огромный пруд, ныне называемый Верхним Кузьминским.
- 1757—1917 гг. — Кузьминки принадлежали князьям Голицыным. В 1757 г. старшая дочь А. Г. Строганова (от второго брака) Анна Александровна Строганова (1739—1816) вышла замуж за князя Михаила Михайловича Голицына (1731—1804). В приданое она принесла ему Влахернское с 518 десятинами земли. В это время усадьба обновляется, благоустраивается и расширяется. Его младший сын князь Сергей (Сергий) Михайлович Голицын (1774—1859) превращает эти земли в майорат, за счёт постепенного приобретения многочисленных соседних земель, расположенных южнее и юго-восточнее: села Котельниково (ныне Московская область), сельца Мотяково (Ильинское), деревни Чагино и покупки у «неслужащего дворянина» Е. Д. Фалеева 192 десятин в пустоши Вешки).

## Символика
Герб и флаг муниципального образования Кузьминки был утверждён решением Совета депутатов муниципального округа Кузьминки от 07.10.2024 №11/2.

### Геральдическое описание герба
В золотом щите московской формы — укороченный и зазубренный сверху и снизу широкий красный столб, обременённый двумя выплывающими из боков к центру золотыми лебедями, шеи которых образуют контур сердца.

### Объяснение символики герба
Красный столб с помещёнными на нём фигурами лебедей в символической форме изображает предмет свадебного обряда — рушник (полотенце). В русской традиции свадебный обряд связан с именами христианских святых Кузьмы и Демьяна (Косьмы и Дамиана), имя одного из которых дало название муниципальному образованию. Кузьма и Демьян — покровители брака, ремёсел и домашней птицы. Кузьма и Демьян помогают молодожёнам, «сковывают» свадьбу и брак. В России день Кузьмы и Демьяна был одним из девичьих праздников и носил название «Кузьминки».

### Описание флага
Флаг муниципального образования Кузьминки представляет собой двустороннее, прямоугольное полотнище с соотношением сторон 2:3. В центре жёлтого полотнища помещено изображение красного рушника (полотенца), с зубчатыми верхним и нижним краями, с нанесённым на него изображением жёлтых лебедей, выплывающих навстречу друг другу. Шеи лебедей образуют контур сердца. Габаритные размеры изображения составляют 5/12 длины и 7/8 ширины полотнища.

## Население
| 2002     | 2010     | 2012     | 2013     | 2014     | 2015     | 2016     |
| -------- | -------- | -------- | -------- | -------- | -------- | -------- |
| 122 951  | ↗142 249 | ↗143 269 | ↗143 819 | ↗144 329 | ↗144 397 | ↗145 167 |
| 2017     | 2018     | 2019     | 2020     | 2021     | 2023     | 2024     |
| ↗145 227 | ↗145 680 | ↗145 984 | ↗146 208 | ↘140 966 | ↘140 670 | ↘139 880 |

### Национальный состав
По итогам переписи населения 2020 года проживали следующие национальности (национальности менее 0,1 % и другое, см. в сноске к строке «Другие»):
| Национальность | Численность, чел. | Доля     |
| -------------- | ----------------- | -------- |
| Русские        | 87 951            | 62,39 %  |
| Татары         | 801               | 0,57 %   |
| Киргизы        | 706               | 0,50 %   |
| Армяне         | 647               | 0,46 %   |
| Узбеки         | 544               | 0,39 %   |
| Украинцы       | 509               | 0,36 %   |
| Азербайджанцы  | 471               | 0,33 %   |
| Грузины        | 256               | 0,18 %   |
| Таджики        | 250               | 0,18 %   |
| Белорусы       | 154               | 0,11 %   |
| Евреи          | 147               | 0,10 %   |
| Другие         | 48 530            | 34,43 %  |
| Итого          | 140 966           | 100,00 % |

## Границы района[9]
Граница района Кузьминки проходит (начиная с крайней Юго-Западной точки, по часовой стрелке, в порядке вхождения) по:
- оси Краснодонской улицы, далее по оси юго-западного проезда Волжского бульвара, далее, пересекая Волгоградский проспект,
- оси Окской улицы,
- оси улицы Фёдора Полетаева,
- оси улицы Академика Скрябина,
- оси Кузьминской улицы (до плотины),
- северному берегу Верхнего Кузьминского пруда,
- западной границе полосы отвода ЛЭП,
- южной границе территории Кузьминского парка,
- северной и западной границам территории водозаборного узла,
- южной границе территории Кузьминского парка,
- северным границам территорий автосервиса «Люблино-Лада», детского интерната № 11, больницы № 13 и интерната персональных пенсионеров, далее, пересекая улицу Заречье,
- южной границе территории Кузьминского парка,
- южным границам территорий гаражей и технических сооружений электроподстанции до Краснодонской улицы.

### Соседние районы
Районы Москвы имеющие общую границу с районом Кузьминки: Выхино-Жулебино, Люблино, Рязанский и Текстильщики.

## Улицы района
- Академика Скрябина, улица
- Волгоградский проспект
- Волжский бульвар
- Есенинский бульвар
- Жигулёвская улица
- Заречье, улица
- Зеленодольская улица
- Зеленодольский проезд
- Кузьминская улица
- Маршала Чуйкова, улица
- Окская улица
- Фёдора Полетаева, улица
- Шумилова, улица
- Юных Ленинцев, улица

### Основные магистрали
Основными магистралями района являются Волгоградский проспект, улица Юных Ленинцев, улица Академика Скрябина, Волжский бульвар.

### Прочее
- Кузьминский парк
- Славы, площадь
- Волжский Бульвар 113а, квартал
- Волжский Бульвар 114а, квартал

## Ландшафт
Рельеф типичен для Мещёрской низменности. Это плоская равнина, без крутых склонов и обрывов. Наивысшая геодезическая точка района — около 140 метров над уровнем моря, расположена, скорее всего, в районе домов 24 по Окской улице, 3 и 5 по улице Жигулёвской. В 1970—1980 годах в районе строили 9-, 12-, 16-этажные здания, которые определили панораму местности (чередование невысоких продольных зданий — «пятиэтажек», школ и тому подобных, со вкраплениями вертикальных объектов). Сегодня характер городского ландшафта меняется — появляются высокие строения (выше 16 этажей).

### Реки
На территории района сейчас текут следующие реки:
- Чурилиха[25](на некоторых современных картах указывается как Чуриха) и Пономарка.
- Коломенка (в настоящее время течёт по городским подземным коммуникациям, вдоль оси Окской улицы, до пруда Садки в Текстильщиках и впадает в реку Нищенку).

Реки Чурилиха и Пономарка — по сути одна река. Другие их названия: Чуриха, Голедянка (Голеть, Гляденка, Гольдянка, Голяденка, Голодянка), Люблинка. На карте 1818 года показана текущей из Баклановского пруда, расположенного между сёлами Выхино и Кусково (не путать с прудами Усадьбы Кусково и села Кусково). А Коломенка на этой карте втекала в Сукино болото (судя по другим картам, скорее всего, впадала в реку Нищенка), через пруд (Садки) дачи Давыдова (Чесменская дача в имении графа Орлова-Чесменского) и располагалась между ней, р. Москвой и деревней Кожухово.

### Пруды
На реке Чурилихе, вниз по течению:
- Верхний Кузьминский
- Нижний Кузьминский (ранее Мельничный)
- Шибаевский (ранее возможно пруд Заиконоспасского монастыря)

На правой протоке и правом притоке реки Чурихи (Чурилихи):
- Щучий (китайский) — впадает в Шибаевский пруд, сразу за Шибаевской плотиной Нижнего Кузьминского пруда. В 2003 году проведена его очистка и реконструкция

На реке Пономарке:
- Толоконникова — возможно имеется в виду верхний Люблинский пруд
- Люблинский

Ранее существовал ещё Карасёвый пруд (западнее Скотного двора усадьбы Кузьминки)

## Достопримечательности

### Усадьба и парк Кузьминки
Усадьба Кузьминки самая большая по количеству объектов (в настоящее время более 20) подмосковная усадьба. Значительную их часть составляют новоделы. Однако, несмотря на все утраты, ансамбль имения сохранил уникальность своей структуры и планировочную целостность. Расположена в Кузьминском лесопарке, по обоим берегам реки Чурилихи (Пономарки), на которой устроена система Кузьминских прудов. В конце XVIII века хозяева усадьбы уделяли много внимания ландшафтному дизайну и в этот период на реке был сооружён каскад из четырёх прудов, сохранившихся до наших дней и придающих особый микроклимат данной местности — Верхний и Нижний Кузьминские, Шибаевский, и соединённый с Чурилихой Китайский или Щучий пруд.
Часть усадебных сооружений, в том числе церковь, ныне действующая, восстановлены или выстроены заново в 1990—2000-х гг.
В 1940 году на главном здании дачи Полуденских была установлена мемориальная доска с надписью: «Владимир Ильич Ленин жил в этом доме летом 1894 г. у М. Т. и А. И. Елизаровых». В конце 1960-х годов в нём открылся дом-музей Ленина, в экспозицию которого помимо прочего входили два первых нелегальных издания работы «Что такое друзья народа и как они воюют против социал-демократов?», якобы написанной в этом доме. Однако дополнительные исследования показали, что Ленин в этом доме не жил, и позднее музей был ликвидирован.
Фауна и флора
На территории парка встречаются около 10 видов млекопитающих, среди них: лиса, белка, ёж, крот, ласка, мышевидные грызуны.
В прудах обитают — плотва, краснопёрка, карась, пескарь и другие. Весной на нерест собирается около трёх тысяч лягушек. Среди птиц, обитающих в парке, помимо распространённых: воробьёв, ворон, синиц, дроздов, дятлов, соловьёв, встречаются ястребы, совы, чайки и другие.
Зимой 2009—2010 годов в Кузьминском парке впервые была замечена «настоящая утка» (свиязь из семейства «утки настоящие»), которая присоединилась к традиционно обитающим здесь кряквам (всего около 900 особей).
C 2001 года в парке «Кузьминки-Люблино» ежегодно проводится фестиваль цветников.

### Музеи
- Музей русской усадебной культуры Музея Истории Москвы (экспозиции находятся в Большом Служительском флигеле на Слободке и в Конном дворе Усадьбы «Влахернское-Кузьминки»)
- Московский литературный музей — центр К. Г. Паустовского (с 1987 г. занимает воссозданную Серую дачу на Садоводстве, в бывшем доме главного садовника усадьбы Кузьминки)
- Музей старинных автомобилей и экипажей газеты «Авторевю» (ангар в 800 м западнее Конного двора на территории Центра военно-патриотического воспитания) - снесён в июле 2020
- Музей пчеловодства, с памятником пчеле, на территории Эколого-просветительского центра «Кузьминки»

### Храм Влахернской иконы Божией Матери
Ближайший храм — храм Влахернской иконы Божией Матери, входящий в состав Влахернского благочиния Русской православной церкви. Храм расположен в районе «Выхино-Жулебино», у границы с районом «Кузьминки», слева в конце Кузьминской улицы рядом с бывшим господским двором. Адрес храма: улица Академика Скрябина, дом 1 (улица Старые Кузьминки, дом 26).
Храм назван в честь Влахернской иконы Божьей Матери, сохранившейся до наших дней. Икона была привезена из Константинополя в Россию в XVII веке, названа по местности недалеко от Константинополя — Влахерна. 2 июля отмечается праздник иконы.
Первый деревянный храм в усадьбе Кузьминки был построен в 1720 году, а каменный — в 1759—1774 годах на средства князя Голицына. В конце XVIII века храм был перестроен в стиле раннего классицизма. В 1929 году храм был закрыт и перестроен под жильё. В 1992 году передан церкви вместе с приделами святого Сергия Радонежского и святого Александра Невского. В сентябре 1995 года, по окончании реставрационных работ, храм был освящён.
Престолы
- Влахернской иконы Божией Матери
- Александра Невского
- Сергия Радонежского.

Святыни
- Частица мощей святого благоверного князя Александра Невского
- Частица мощей апостола Андрея Первозванного

### Памятники
- Памятники в Кузьминках
- Памятник Сергею Есенину на Есенинском бульваре
- Памятники участникам и жертвам войны, жертвам политических репрессий, жертвам радиационных катастроф в сквере рядом с улицей Юных Ленинцев
- М. Шолохову на Волжском бульваре

- Мемориальный комплекс «Городов-Героев Советского Союза»
- Памятный знак Воину Победителю
- Памятный знак узникам фашистских концлагерей
- Памятный знак жертвам радиационных катастроф
- Москвичам, жителям Кузьминок погибшим при защите г. Москвы
- Памятник Сергею Есенину
- Памятник Фёдору Полетаеву
- Мемориальные доски
- 300-летию усадьбы Кузьминки. Открыт в 2004 г. — обелиск, в граните стилизующий формы утраченного памятника Петру I, хотя это местность документально упоминается гораздо раньше в 1623—1624 г., кроме того, в числе персонажей, изображения которых помещены на обелиске, есть некий Сумароков (без инициалов, то есть непонятно кто из представителей этого рода имеется в виду), писатель А. П. Чехов не бывавший в Кузьминках и художник В. А. Серов, автор картины «Линейка из Москвы в Кузьминки» (ныне в ГРМ), сведения о якобы приезде которого в усадьбу также не имеют документального подтверждения
- Михаилу Шолохову (открыт в 2001 г.)
- В. И. Ленину (перед главным домом усадьбы Кузьминки и возле кинотеатра Высота)
- Памятник пчеле (на территории Музея пчеловодства)

### Фонтаны
- Фонтанный комплекс «Музыка славы» (находится на площади Славы. Музыкального сопровождения (вопреки названию) нет. Открыт в 30 апреля 2005 г.)
- Фонтан у Мемориального Комплекса Городов-Героев
- Фонтан в честь победы Елены Дементьевой на Олимпиаде в Пекине
- Фонтан в честь победы Елены Исинбаевой на Олимпиаде в Пекине (перед доской почёта района, недалеко от фонта кинотеатра «Высота») - демонтирован
- Прочие, внутридворовые

## Парки и скверы
В районе Кузьминки располагается парк «Кузьминки» (входит в состав Кузьминского лесопарка), ландшафтный парк на площади Славы и несколько районных скверов. 
Парк «Кузьминки» — часть музея-заповедника «Кузьминки-Люблино», находящаяся на территории района Кузьминки. В 1977 году был выделен из Кузьминского лесопарка и преобразован в парк культуры и отдыха. К XX веку была практически полностью утрачена парковая скульптура, многие памятники архитектуры пришли в аварийное состояние. В 2010-х годах парк был реконструирован в несколько этапов. В ходе реализации первого этапа по поручению мэра Москвы Сергея Собянина была обновлена центральная аллея и улучшена развлекательная инфраструктура. В 2014 году в парке появился скейт-парк площадью 2500 кв. м. Последние работы по благоустройству были проведены в 2017-2018 годах: в парке установили новые МАФы, обустроили пространство для уличных выставок, реабилитировали пруд и отремонтировали лодочную станцию. В 2017 году также на обсуждение выдвигался проект обустройства в зоне пруда понтонных бассейнов, но он был закрыт. Сейчас в парке действуют современные детские и спортивные площадки, пункты проката, кафе и закусочные. В 2019 году в парке «Кузьминки» несколько месяцев экспонировался гигантский 23-метровый арт-объект современного художника Михаила Цатуряна #Slonik.
Ландшафтный парк на площади Славы — общественное пространство в границах пересечения Волгоградского проспекта и улиц Жигулёвская и Зеленодольская. Был открыт как проект фестиваля «Цветочный джем» в рамках создания комфортной городской среды «Мой район» в 2019 году. Концепцию всесезонного парка разработал шведский ландшафтный дизайнер Питер Корн, по совместительству являющийся членом экспертного совета фестиваля «Цветочный джем». При обустройстве зелёной зоны была опробована новая технология выращивания растений для существования в жёстких условиях городской среды — высаживание корнями в песок. Парк отличается лаконичным дизайном, который призван подчеркнуть архитектуру свето-музыкального фонтана «Музыка славы», расположенного на площади.
Сквер у кинотеатра «Высота» — сквер площадью 2,6 Га, расположенный на улице Юных Ленинцев. Выполняет функции самостоятельного рекреационного пространства и одновременно используется как транзитная территория для входа в парк «Кузьминки». В 2015 году планировалось масштабно реконструировать сквер. Проектное решение было подготовлено Институтом градостроительного и системного проектирования. После общественных обсуждений проект был отклонён. На территории сквера располагаются крытый каток «Альпийский лёд» и межрегиональная продуктовая ярмарка.
Есенинский бульвар – прогулочная зона с детскими площадками, беговыми и велосипедными дорожками, цветниками и местами отдыха. Бульвар начинается от улицы Фёдора Полетаева в месте её изгиба между домами № 24 и № 28. Заканчивается перекрёстком с улицей Юных Ленинцев, напротив северного входа в Кузьминский парк. Бульвар получил своё название в 1964 году в честь поэта С. А. Есенина, родившегося в Рязанской губернии. На Есенинском бульваре установлены три памятника – памятник герою Советского Союза Фёдору Полетаеву, поэту Сергею Есенину, а также памятник защитникам Москвы. В 2018 году бульвар комплексно благоустроили по программе "Мой район".  В ходе работ высадили 80 деревьев и более 10 тысяч кустарников, разбили новые цветники, уложили газоны. На бульваре обустроили пешеходные тропинки и отдельную дорожку – для спортсменов и велосипедистов. Имеющиеся детские площадки отремонтировали, на всей протяжённости бульвара установили новые скамейки и фонари.

## Культура и отдых
- Природный и историко-рекреационный комплекс «Кузьминки — Люблино»
- Московский Губернский театр[43]
- Многофункциональный районный центр «Высота» (до реконструкции — кинотеатр «Высота»)[44]
- Библиотеки: взрослая (свыше 18 лет, ул. Фёдора Полетаева, д. 28); детская (ул. Жигулёвская, д. 6, корп. 2)
- Детская школа искусств «Центр» Волгоградский проспект, д.109, корп.6
- Детская музыкальная школа № 32 им. А. С. Аренского
- Московская усадьба Деда Мороза (открылась в конце 2005 года)
- Кузьминки МОЛЛ торговый центр

## Физическая культура
- Физкультурно-оздоровительный комплекс «Кузьминки»[45] (открылся 5 декабря 2008 года[46]). Включает в себя бассейн (25х14 метров, глубина 1,2 — 1,8 метра, рассчитан на пять дорожек и приспособлен для лиц с ограниченными возможностями) и спортивный зал (18х9 метров). Проводятся занятия плаванию и аква-аэробике, есть тренажёрный зал и спортивные детские секции по художественной гимнастике, греко-римской борьбе, айкидо и танцевальные группы
- Конно -спортивная база Кузьминки -Люблино

В Кузьминском парке:
- Академия регби со стадионом была открыта в сентябре 2008 года,ныне закрыта
- Центр военно-патриотического воспитания молодёжи ЮВАО (УСЦ РОСТО ЮВАО). Включает в себя: картодром, парашютную вышку, стрелковый тир, пейнтбольный клуб

## Местные органы власти
- Управа района Кузьминки
- Муниципалитет внутригородского муниципального образования Кузьминки
- Отделение по району Кузьминки ОУФМС России по городу Москве в ЮВАО
- Отдел внутренних дел по району Кузьминки ЮВАО города Москвы (ОВД района Кузьминки)
- Жилищный отдел района Кузьминки ЮВАО города Москвы
- Кузьминский районный суд ЮВАО города Москвы
- Кузьминская межрайонная прокуратура ЮВАО города Москвы
- Объединённый военный комиссариат района Кузьминки (ОВК района Кузьминки)
- Управление социальной защиты населения района Кузьминки ЮВАО города Москвы (РУСЗН района Кузьминки)
- Интернет-газета района «Кузьминки»[47]